# 宋都
宋都（？年—？年），東漢漢獻帝嬪妃，封為貴人，常山太守宋泓之女。

## 生平
興平二年（西元195年），漢獻帝東歸，被李傕、郭汜等人追擊，獻帝軍戰敗，漢獻帝只得乘夜偷渡黃河到山西境，六宮妃嬪都步行出營跟隨，皇后伏壽等步行跟隨，皇后的哥哥伏德一手扶著皇后，一手挾著十匹絹，董承派符節令孫徽以刀刃脅逼將其奪去，更殺害伏壽身側的侍從，鮮血濺在伏壽的衣服上。黃河堤岸水面大約有十餘丈高，無法下去，於是將絹結成椅，讓人背著獻帝，其餘的人都爬下去或從岸上直接跳下去。到河邊後，士卒們爭先恐後想要渡船，董承、李樂等用長戈阻攔，船上都是被砍落的手指，多到可以用手捧起來。最後與獻帝過河的只有宋都與楊彪、董承、皇后伏壽、皇后父伏完等數十人而已。 